# Astomaspis ruficollis
Astomaspis ruficollis là một loài tò vò trong họ Ichneumonidae.